# Jerzy Cempla
Jerzy Władysław Cempla (ur. 9 sierpnia 1952) – polski fizjolog sportu, profesor nauk o kulturze fizycznej, w latach 2002–2008 prorektor Akademii Wychowania Fizycznego im. Bronisława Czecha w Krakowie, długoletni dziekan Wydziału Wychowania Fizycznego tej uczelni.

## Życiorys
Absolwent II Liceum Ogólnokształcącego im. Jana III Sobieskiego w Krakowie (1971). W 1975 ukończył studia na Akademii Wychowania Fizycznego w Krakowie. Doktoryzował się w 1979, natomiast stopień doktora habilitowanego uzyskał w 1990 w oparciu o rozprawę zatytułowaną Dynamika rozwojowych zmian wydolności aerobowej, maksymalnej mocy anaerobowej oraz wybranych reakcji fizjologicznych podczas wysiłków o różnej intensywności u dziewcząt i chłopców w wieku od 8 do 15 lat. Tytuł naukowy profesora nauk o kulturze fizycznej otrzymał 17 maja 2006.
Od ukończenia studiów związany z AWF w Krakowie. Na uczelni tej kierował Zakładem Fizjologii i Biochemii (2000–2002) oraz był dyrektorem Instytutu Fizjologii Człowieka (2002–2008). Od 1993 do 1996 pełnił funkcję prodziekana Wydziału Wychowania Fizycznego, zaś w latach 1996–2002 był dziekanem tego wydziału. W kadencjach 2002–2005 i 2005–2008 prorektor AWF w Krakowie do spraw studenckich. W 2008 i 2012 ponownie wybrany na dziekana Wydziału Wychowania Fizycznego. W latach 2004–2006 pracował ponadto w Zakładzie Wychowania Fizycznego Państwowej Wyższej Szkoły Zawodowej w Tarnowie.
Specjalizuje się w fizjologii rozwojowej. Opublikował ponad 70 oryginalnych prac twórczych.
W 2008, za wybitne zasługi w działalności na rzecz rozwoju kultury fizycznej i sportu, za osiągnięcia w pracy dydaktycznej i organizatorskiej, został odznaczony Krzyżem Kawalerskim Orderu Odrodzenia Polski. Otrzymał również Złoty Krzyż Zasługi (2000).